# Abdi Shakur Sheikh Hassan
Abdi Shakur Sheikh Hassan Farah (en somalí: Cabdi Shakuur Sheekh Xassan Farax, en árabe: عبدي الشكور الشيخ حسن‎) (muerto el 10 de junio de 2011) fue un político somalí. Ocupó el cargo de ministro de Asuntos Interiores y de Seguridad Nacional en el Gobierno Transicional de Somalia.

## Biografía
El 12 de noviembre de 2010 Farah fue designado ministro de Asuntos Internos y de Seguridad Nacional por Mohamed Abdullahi Mohamed, el nuevo primer ministro de la nación. El 10 de junio de 2011 murió a causa de las heridas sufridas después de que un atacante suicida burlase los sistemas de seguridad de su casa de Mogadiscio. El atacante fue presuntamente su sobrina adolescente, quien había sido reclutada por el grupo insurgente islamista Al-Shabbaab.
El despacho del primer ministro Mohamed emitió posteriormente un comunicado de prensa declarando el 11 de junio como un día de duelo nacional en memoria de Farah.